# 藤ノ川雷五郎
藤ノ川 雷五郎（ふじのかわ らいごろう、1888年4月10日 - 1966年2月22日）は、現在の新潟県上越市出身で伊勢ノ海部屋に所属した力士。本名は飯田 繁治。14代春日山。174cm、94kg。最高位は西関脇。

## 経歴
1908年1月初土俵、1913年5月十両昇進。1917年5月入幕し、1919年5月関脇昇進。しかし10戦全敗に終わる。1925年1月に引退し春日山を襲名。1954年9月に廃業した。

## 成績
- 幕内16場所59勝87敗11休6分預
- 関取23場所82勝108敗11休7分預
- 通算35場所

### 場所別成績
| 1908年 （明治41年） | （前相撲）              | 西序ノ口28枚目 –         |
| 1909年 （明治42年） | 西序二段38枚目 –        | 東序二段15枚目 –         |
| 1910年 （明治43年） | 東三段目55枚目 –        | 東三段目10枚目 –         |
| 1911年 （明治44年） | 西幕下50枚目 –          | 西幕下57枚目 –           |
| 1912年 （明治45年） | 東幕下19枚目 –          | 東幕下27枚目 –           |
| 1913年 （大正2年） | 東幕下10枚目 4–1        | 西十両6枚目 1–4          |
| 1914年 （大正3年） | 西幕下2枚目 3–0 2預     | 東十両6枚目 4–2          |
| 1915年 （大正4年） | 東十両2枚目 3–5 1分     | 東十両12枚目 3–2         |
| 1916年 （大正5年） | 西十両9枚目 3–2         | 西十両3枚目 5–3          |
| 1917年 （大正6年） | 西十両筆頭 4–3          | 東前頭15枚目 3–7         |
| 1918年 （大正7年） | 西前頭17枚目 5–5        | 西前頭9枚目 7–3          |
| 1919年 （大正8年） | 西前頭2枚目 5–5 ★       | 西関脇 0–10              |
| 1920年 （大正9年） | 西前頭8枚目 4–1–5       | 東前頭3枚目 5–4 1分      |
| 1921年 （大正10年） | 東前頭3枚目 3–6 1預     | 西前頭11枚目 4–6         |
| 1922年 （大正11年） | 西前頭11枚目 3–7        | 東前頭15枚目 3–7         |
| 1923年 （大正12年） | 西前頭16枚目 6–3 1預    | 東前頭9枚目 3–4–1 1分2預 |
| 1924年 （大正13年） | 東前頭11枚目 4–6        | 西前頭11枚目 4–7         |
| 1925年 （大正14年） | 西前頭14枚目 引退 0–6–5 | x                        |
| 各欄の数字は、「勝ち-負け-休場」を示す。 優勝 引退 休場 十両 幕下 三賞：敢=敢闘賞、殊=殊勲賞、技=技能賞 その他：★=金星 番付階級：幕内 - 十両 - 幕下 - 三段目 - 序二段 - 序ノ口 幕内序列：横綱 - 大関 - 関脇 - 小結 - 前頭（「#数字」は各位内の序列） |                         |                          |

- 幕下以下の地位は小島貞二コレクションの番付実物画像による。

## 改名
菖蒲川→越後山(1909年1月場所-)→藤ノ川(1910年1月場所-)